# كوب (وحدة)

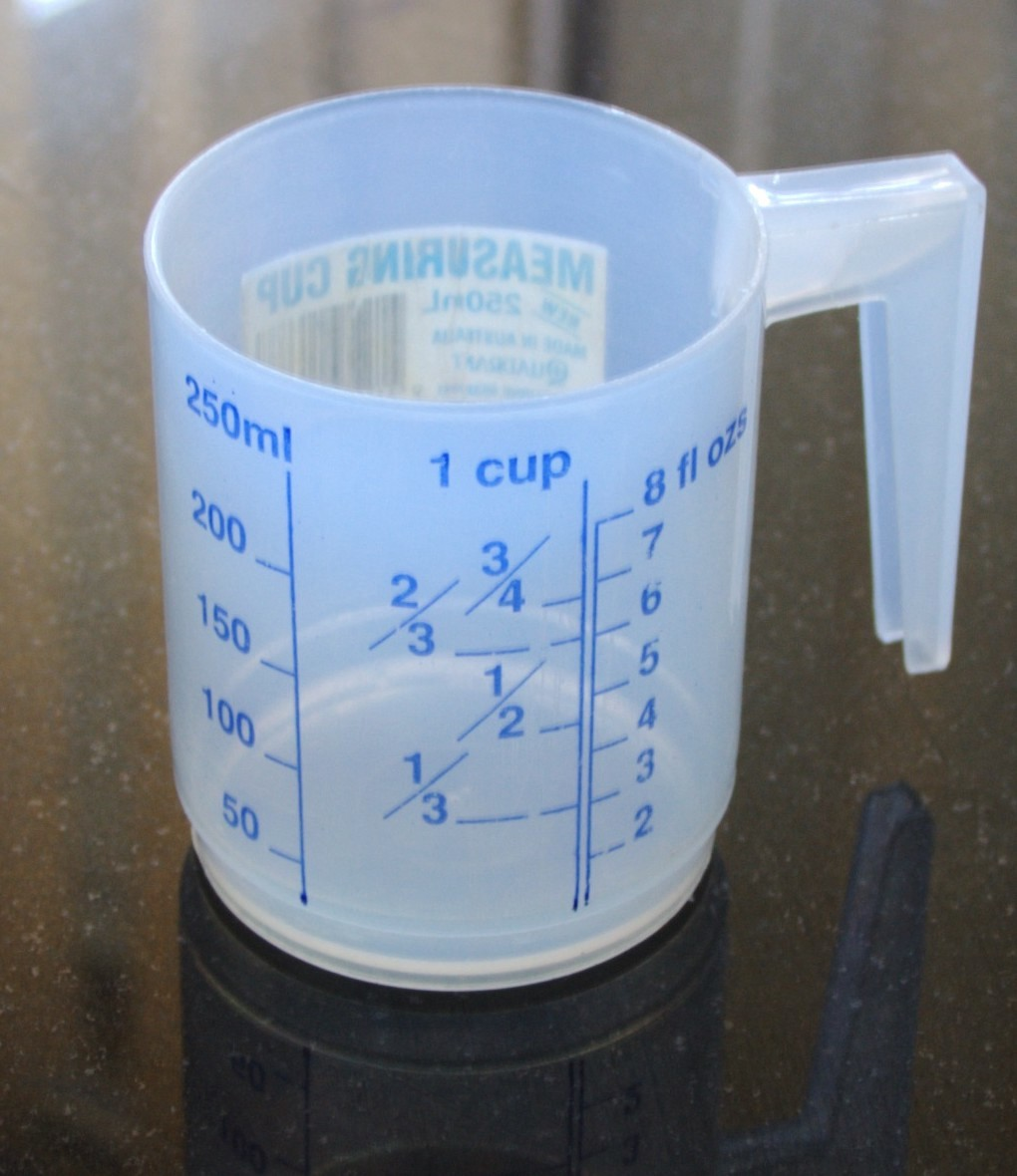
كوب قياس بلاستيكي بسيط، قادر على حمل حجم كوب متري واحد بميزان أوقية السوائل الأمريكية

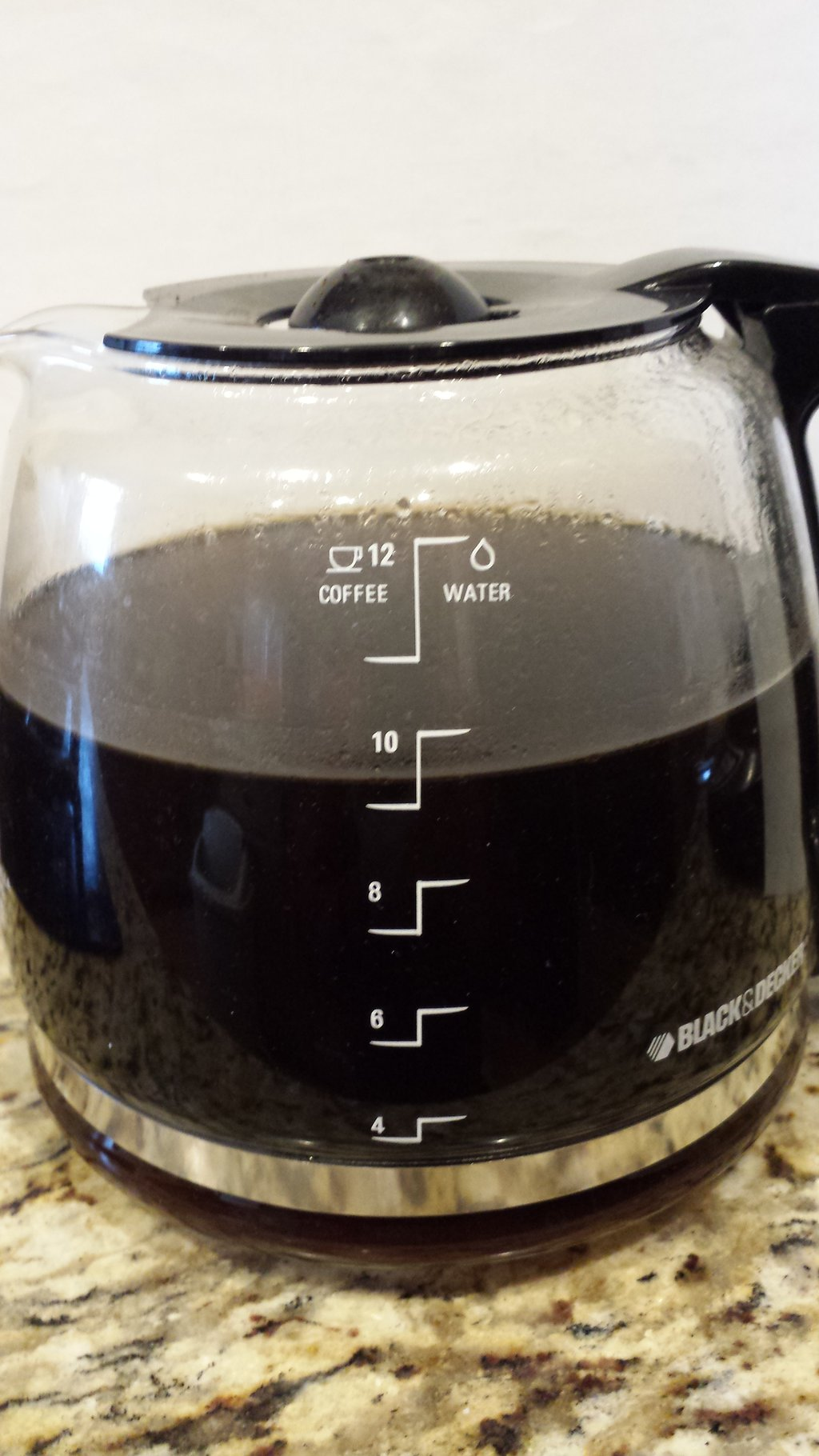
إبريق قهوة يعرض تدرجات لقياس الماء (يمين) والقهوة المخمرة (يسار) بمضاعفات الأكواب غير القياسية الأمريكية المعتادة.

الكوب هو مقياس لحجم الطهي، يرتبط عادةً بأحجام الطهي والوجبات. في الولايات المتحدة، تساوي تقليديًا نصف باينت أمريكي (236.6 مـل). نظرًا لأن أكواب الشرب الفعلية قد تختلف اختلافًا كبيرًا عن حجم هذه الوحدة، يمكن استخدام أكواب قياس قياسية، حيث يكون الكوب المتري 250 مليمترًا.